# Theodor Kanitzer
Theodor Kanitzer (* 16. Juni 1926 in Wien) ist Präsident der Internationalen Chopin-Gesellschaft und der Österreichisch-Polnischen Gesellschaft sowie anerkannter Chopin-Experte.

## Leben
Kanitzer begann nach Besuch der Volks- und Mittelschule eine Lehre im Radio-Elektroeinzelhandel und schloss diese mit der Gehilfenprüfung ab. Danach erfolgte die Matura im Wiener Albertgymnasium und das Studium der Staatswissenschaften an der Rechts- und Staatswissenschaftlichen Fakultät der Universität Wien, das er mit der Promotion abschloss. Bereits während des Doktoratsstudiums hielt er Vorlesungen in Soziologie, Film, Musik und Bildender Kunst.
Seit 1953 ist Kanitzer Mitglied der Österreichisch-Polnischen Gesellschaft und seit 1971 deren geschäftsführender Präsident. Es folgte 1974 die Präsidentschaft der „Internationalen Chopin Gesellschaft“. Gemeinsam mit Vizekanzler und Handelsminister Fritz Bock gründete er 1975 das „Wirtschaftsforum“ zur Förderung der Wirtschaftsbeziehungen der beiden Länder.

## Auszeichnungen
- Großes Ehrenzeichen für Verdienste um die Republik Österreich
- Goldenes Ehrenzeichen für Verdienste um die Republik Österreich
- Goldenes Ehrenzeichen der Bundeshauptstadt Wien
- Großes Ehrenzeichen des Bundeslandes Niederösterreich (2009)
- Goldenes Ehrenzeichen des Bundeslandes Niederösterreich
- Ehrenring der niederösterreichischen Marktgemeinde Gaming
- Ehrenmedaille der Kartause Gaming
- Berufstitel Professor, verliehen durch den Bundespräsidenten
- PaN Persönlichkeitspreis für das Lebenswerk im Dienste der Völkerfreundschaft zu Österreich
- Verdienstmedaille der Kartause Gaming
- Polnisches Kommandeurskreuz für Verdienste um die Republik Polen
- Orden Polonia Restituta (Order Odrodzenta Polski)
- Orden um die Verdienste polnischer Kultur
- Gloria-Artis-Medaille für kulturelle Verdienste in Silber (höchste polnische Auszeichnung für Kultur)
- Goldenes Ehrenzeichen für Verdienste um die Wojewodschaft Katowice
- Goldenes Ehrenzeichen für die Verdienste um die Stadt Lublin
- Ehrenmitglied und Träger des goldenen Ehrenzeichens der Krakauer Hahnenbrüderschaft (Bractwo Kurkowe)
- „Merentibus“ Ehrenmedaille der Universität Breslau / UNIVERSITAS WRATISLAWIENSIS
- Ehrenmedaille der Masowischen humanistisch-pädagogischen Hochschule in Lowicz „MASOVIAE MATRIS AMICO“
- Goldene Eule, Auszeichnung des Kongresses Polnischer Intellektueller in Österreich
- Chevalier dans l´ordre des arts et lettres / Ritter des Ordens für Kunst und Literatur
- Ritter des Nordsternordens 1. Klasse der Association Communautaire des l´Ordre Europeen du Merite